# Pablo Curatella Manes
Pablo Curatella Manes (n. en La Plata el 14 de diciembre de 1891 - f. en Buenos Aires el 14 de noviembre de 1962) fue un prolífico escultor argentino.

## Vida y obra
Hijo de Clara Manes, una inmigrante de origen griego, y Antonio Curatella, de Italia, Curatella Manes se interesó en la escultura al visitar en su niñez el recién inaugurado Museo de Bellas Artes de La Plata. Comenzó a trabajar en 1905 como tipógrafo en una imprenta, aunque un accidente algunos meses más tarde truncó su carrera en esa industria. Dedicado al interés de su niñez, fue aprendiz del famoso escultor Arturo Dresco, quien le enseñó principios básicos en su taller.
La familia Curatella se mudó a Buenos Aires, donde el joven escultor se matriculó en la Academia Nacional de Bellas Artes en 1907. Un brote de rebeldía lo llevó a su expulsión, pero en 1908 comenzó a estudiar como aprendiz de Lucio Correa Morales, con quien trabajó en gran cantidad de trabajos encargados por el director de Espacios Públicos Carlos Thays. Luego de las elecciones de 1910,  creó una medalla conmemorativa de oro para el vicepresidente electo Victorino de la Plaza, quien le dio una beca de estudios en Florencia y Roma. Viajó extensamente en Italia, así como gran parte de Europa occidental, visitando los museos y las catedrales de la región. En su regreso a Argentina en 1912, el director de la Escuela Nacional de Bellas Artes Ernesto de la Cárcova casi ordena que se devuelvan los fondos de la beca, objetando el viaje y actividades, desistiendo del castigo después de ver el prolífico portafolio de Curatella.

Luego de su primera exposición en Buenos Aires, en 1912, regresó a Europa. Se asentó en el barrio Montparnasse de París y estudió bajo las órdenes de Aristide Maillol y Emile-Antoine Bourdelle. Se vio forzado a regresar a Argentina al estallar la Primera Guerra Mundial. En su ciudad natal, La Plata, abre una galería de arte, el Salón de Otoño, en 1916. Regresa brevemente a París en 1917, donde trabaja junto a Maillol, Maurice Denis y Paul Sérusier, y eventualmente consigue una segunda beca, con la que regresa a París en 1920. Allí estudió con Henri Laurens, Juan Gris, Constantin Brâncuși y Le Corbusier, Exploró el Cubismo, y sus esculturas se volvieron más avant-garde; también establece su primer taller, donde adquiere el hábito de crear y destruir esculturas en un día.
En 1922 se casa con la pintora francesa Germaine Derbecqre y en 1926 obtuvo un puesto laboral en la Embajada Argentina. Al regresar a la Argentina en 1929, exhibe Las Tres Gracias, que marca una transición al arte abstracto que será una marca en su trabajo posterior. Fue encargado la creación de relieves para el Pabellón Argentino en la Exposición Universal de París de 1937.
Regresó a Francia y abrió un taller en la calle Lauriston, en París. Sus obras Tierra, junto a la monumental Argentina y Los dos hemisferios le ganaron el honor de servir en el jurado de escultura de la Exposición de París, y luego del evento fue nombrado oficial de la Legión de Honor. En 1939 fue designado oficial de negocios en la Embajada Argentina en Francia, Supervisó la repatriación de argentinos luego de la invasión nazi en Francia de 1940. Después de la Segunda Guerra Mundial supervisó la reapertura de la Embajada argentina, así como la reconstrucción de la casa de Boulogne-Sur-Mer donde el General José de San Martín murió en 1850.
Continuó esculpiendo durante su labor diplomática, y estuvo entre las personas que en 1946 reinaguraron la Société des Artistes Indépendants, una sociedad de artistas que había sido prohibida durante el régimen de Vichy Fue miembro activo de esta sociedad hasta que fue transferido a la Embajada de Atenas en 1949, al mismo tiempo que donaba 31 obras al gobierno argentino con el propósito de crear un museo de arte moderno (sin embargo este acervo fue añadido a la colección del Museo Nacional de Bellas Artes). Contribuyó a festivales de la Unesco y formó parte del comité de organización de Expo 58, aceptando un encargo del arquitecto Mario Roberto Álvarez para dos relieves: El Drama y La Comedia, para ser exhibidos al público en el Teatro San Martín, inaugurado en 1960.
Regresó al cuerpo diplomático en 1958, como oficial en la Embajada argentina en Bruselas, por lo cual supervisó el pabellón argentino en la Expo 58 y fue honrado con la Orden de Leopoldo, la más alta distinción que otorga Bélgica. Invitado como comisario artístico de la Bienal de París de 1961,  reabre su atelier de la calle Lauriston. Sus obras El Guitarrista y Torso Femenino fueron adquiridas por el Museo de Arte Moderno de la Ciudad de París, pero una enfermedad repentina forzó al escultor a regresar a Buenos Aires, donde muere en 1962, a los 70 años de edad.